# Besuch Erich Honeckers in der Bundesrepublik Deutschland 1987

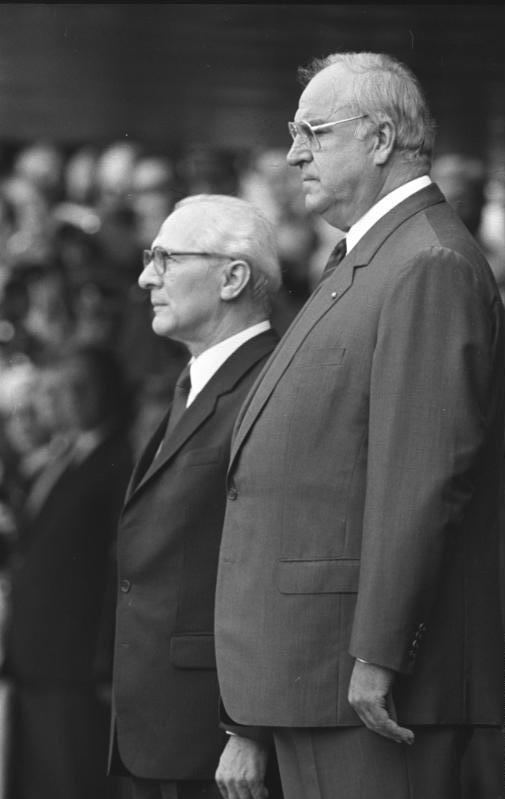
Erich Honecker und Helmut Kohl in Bonn, 7. September 1987

Der Besuch Erich Honeckers in der Bundesrepublik Deutschland 1987 war eine diplomatische Reise des Staatsratsvorsitzenden der DDR und Generalsekretärs des Zentralkomitees der SED, Erich Honecker, in die Bundesrepublik Deutschland vom 7. bis zum 11. September 1987.
Es war der erste und einzige Besuch dieser Art, der während der Teilung Deutschlands von einem Staatschef der DDR und Parteichef der SED in der Bundesrepublik Deutschland unternommen wurde. Das fünftägige Ereignis wurde sowohl von der Bundesrepublik als auch der DDR als wichtiger Schritt in der Entwicklung der deutsch-deutschen Beziehungen bewertet, jedoch aus grundlegend unterschiedlichen Auffassungen. Die Regierung der DDR interpretierte die Behandlung Honeckers als Staatsgast der Bundesrepublik Deutschland als die lange erstrebte protokollarische Anerkennung der DDR als eigenständigen deutschen Staat auch durch die Bundesrepublik (siehe Zwei-Staaten-Theorie). Die Bundesrepublik Deutschland betrachtete dagegen den Besuch Honeckers als „Werkzeug“ der Neuen Ostpolitik und damit letztlich als diplomatisches Mittel zur politischen Annäherung der beiden Staaten auf dem Weg zu einer Wiedervereinigung. Noch bis zum Grundlagenvertrag 1972/73 ging die Bundesregierung davon aus, die alleinige Vertreterin der deutschen Interessen zu sein.
Der Besuch Honeckers in der Bundesrepublik genoss weltweit Aufmerksamkeit. 2400 Journalisten waren akkreditiert, 1700 davon aus dem Ausland. Dem ZDF wurde aus diesem Anlass sogar gestattet, eine Ausgabe seiner Politsendung „Kennzeichen D“  als Livesendung aus dem Ost-Berliner Palast der Republik zu übertragen, bei der Dirk Sager ein Interview mit Egon Bahr führte. Eine derartige Offenheit der Presseverantwortlichen der DDR gegenüber  Politikjournalisten aus der BRD galt damals als Sensation. Die „Symbolik der Anerkennung deutscher Zweistaatlichkeit“ beherrschte allgemein die mediale Berichterstattung.

## Hintergrund

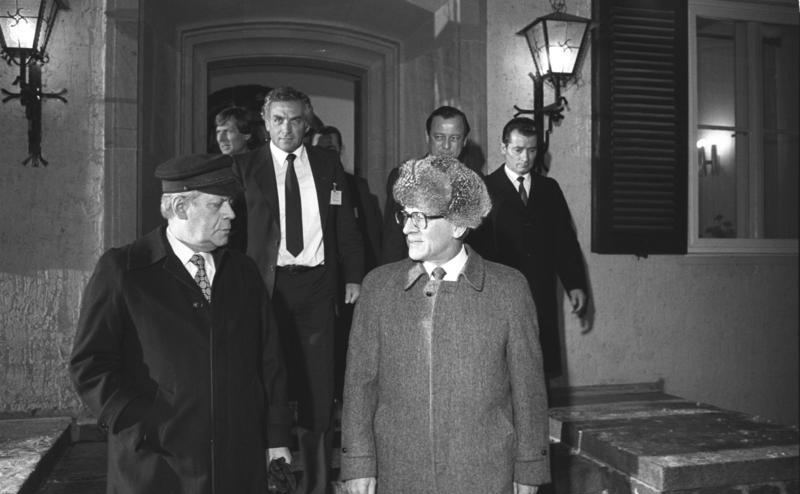
Helmut Schmidt 1981 während des Besuchs in der DDR mit Erich Honecker

Der Besuch Erich Honeckers in der Bundesrepublik Deutschland 1987 hatte eine lange Vorgeschichte. Die erste offizielle Reise eines Staatsoberhaupts und Regierungschefs der DDR in der Bundesrepublik war seit 1983 geplant gewesen, wurde jedoch damals von der sowjetischen Führung blockiert, da man dem deutsch-deutschen Sonderverhältnis misstraute. Es hatte vorher drei deutsch-deutsche Gipfeltreffen gegeben – im März 1970 in Erfurt, im Mai 1970 in Kassel und im Dezember 1981 im Jagdhaus Hubertusstock am Werbellinsee. Bei diesem Treffen hatte Bundeskanzler Helmut Schmidt Erich Honecker zu einem Gegenbesuch nach Bonn eingeladen. Als Schmidt am 13. Dezember 1981 die Besuchseinladung aussprach, wurde am selben Tag in Polen das Kriegsrecht verhängt und Solidarność verboten, was eine wesentliche Beeinträchtigung der Ost-West-Beziehungen nach sich zog.
Eines der wesentlichen Ziele von Honeckers Außenpolitik seit den 1970er Jahren war das Streben nach vermehrter internationaler Anerkennung, was mit der zunehmend schwierigen wirtschaftlichen und innenpolitischen Lage der DDR sowie ihren Beziehungen zur Führungsmacht Sowjetunion zusammenhing. Im Rahmen dieser Bemühungen um internationale Anerkennung reiste Honecker unter anderem 1988 zu einem Besuch nach Paris. Sein großes Ziel, das er nicht erreichen sollte, war ein offizieller Besuch in den Vereinigten Staaten.
Bis 1986 blockierte Moskau einen Besuch Honeckers in Bonn. 1984 etwa teilte Konstantin Tschernenko Honecker bei einem Gipfeltreffen mit, dass „nicht Kooperation, sondern Abgrenzung“ das Ziel sei. Die sowjetischen Einsprüche gegen Honeckers Reisepläne hingen sowohl mit der sowjetischen Interessenlage in der Blockkonfrontation als auch mit der Politik der Regierungen Schmidt und Kohl in der Raketenkrise zusammen. So vergingen fast sechs Jahre, bis Honecker der Einladung zum Gegenbesuch in Bonn folgen konnte. Im März 1985 erneuerte Bundeskanzler Kohl die Einladung Honeckers in die Bundesrepublik Deutschland bei seinem ersten persönlichen Zusammentreffen mit ihm anlässlich der Beerdigung Tschernenkos. Bei einer Reise nach Moskau versuchte Honecker 1986, die DDR vor den Folgen von Gorbatschows Reformpolitik abzuschirmen, während Gorbatschow im Anschluss an den XI. Parteitag der SED im April 1986 in Ost-Berlin die Argumente seines Amtsvorgängers Tschernenko gegen einen Westbesuch der DDR-Führung wiederholte. Erst im Herbst 1986 soll Gorbatschow an Honecker die Botschaft übermitteln lassen haben, er wolle sich mit ihm über einen Termin seiner Reise nach Bonn einigen. Ab Mai 1987 begannen Gespräche über die Organisation des Besuchs zwischen dem westdeutschen Kanzleramtsminister Wolfgang Schäuble und dem DDR-Chefunterhändler Alexander Schalck-Golodkowski.
Gleichzeitig war Gorbatschow bemüht, im Rahmen der Neuausrichtung der sowjetischen Politik nach den Prinzipien von Glasnost und Perestroika engere Kontakte mit westlichen Staaten herzustellen. Noch bevor Honecker nach Westeuropa reisen konnte, wurde Bundespräsident Richard von Weizsäcker am 7. Juli 1987 von Gorbatschow im Katharinensaal des Kreml zu einem Staatsbesuch empfangen. Die am 17. Juli 1987 vom Staatsrat verkündete Abschaffung der Todesstrafe in der DDR hing ebenfalls mit dem für September des Jahres geplanten Besuch Honeckers in Bonn zusammen.
Die SED-Führung hoffte 1987 noch, sich ähnlichen Veränderungen wie denen in der UdSSR  verweigern zu können. Honecker wusste zwar, dass es eine Veränderung der Zweistaatlichkeit nur durch einen Systemwechsel in der DDR geben konnte, glaubte zu der Zeit aber nicht, dass die gegenseitigen Bündnisverpflichtungen eine Auflösung der DDR je ermöglichen würden. Vor der Bundestagswahl 1987 hatte das SED-Regime nach Gesprächen von Egon Bahr in Ost-Berlin die SPD unterstützt. Diese hatte als Gegenleistung im Falle eines Wahlsiegs die volle Anerkennung der DDR-Staatsbürgerschaft versprochen. Nach dem Wahlsieg der CDU (Kabinett Kohl II) verfassten SED und SPD ein gemeinsames Grundsatzpapier, in dem die Existenz zweier Staaten „auf lange Sicht“ protokolliert wurde. Drei Jahre nach dem Besuch kam es zur Wiedervereinigung Deutschlands.

## Ablauf des Besuchs in der Bundesrepublik Deutschland

### 7. September – Bonn

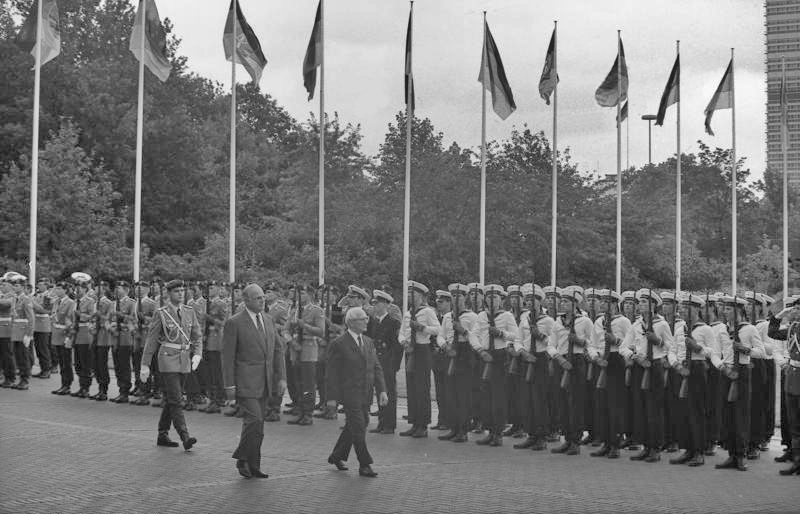
Honecker und Kohl beim Abschreiten der Ehrenkompanie vor dem Bundeskanzleramt, 7. September 1987

Bei seiner Ankunft am Flughafen Köln/Bonn an Bord des vom TG-44 geflogenen DDR-Regierungsflugzeugs vom Typ Iljuschin Il-62M wurde Honecker zunächst von Kanzleramtsminister Wolfgang Schäuble begrüßt. Anschließend fuhr Honecker in einer Wagenkolonne mit Motorradeskorte ins Bonner Regierungsviertel, wo er um halb elf vormittags eintraf und vor dem Bundeskanzleramt von Helmut Kohl mit militärischen Ehren empfangen wurde.
Nach einem ersten Gedankenaustausch der beiden Regierungschefs im kleinen Kreis in den Räumen des Bundeskanzleramtes war Honecker in der benachbarten Villa Hammerschmidt bei Bundespräsident Richard von Weizsäcker zum Mittagessen geladen. Darauf hatte die DDR bestanden, obwohl die Visite offiziell ein Arbeitsbesuch war – kein Staatsbesuch. In seiner Tischrede begrüßte Weizsäcker den Gast als „Deutscher unter Deutschen“ und rief zu weiterer „systemöffnender Zusammenarbeit“ auf.
Am Nachmittag des ersten Besuchstages fanden vor allem Gespräche im Bundeskanzleramt statt. Dabei ging es vor allem um Themen wie Reise- und Besuchsverkehr, Grenzfeststellung im Elbeabschnitt, Mindestumtausch, Städtepartnerschaften und den Schießbefehl.
Am Abend gab die Bundesregierung ein „gemeinsames Abendessen“ (kein Staatsbankett) für die Delegationen in der Godesberger Redoute. Dabei wurden in den Tischreden die politischen Grundpositionen der Regierungschefs ausgetauscht. Bundeskanzler Kohl hatte im Vorfeld darauf bestanden, dass die Tischreden der beiden Regierungschefs sowohl in der Bundesrepublik als auch in der DDR im staatlichen Fernsehen direkt übertragen werden.
Der Bundeskanzler hob das „Bewusstsein für die Einheit der Nation“ hervor: „ungebrochen ist der Wille, sie zu bewahren. Diese Einheit findet Ausdruck in gemeinsamer Sprache, im gemeinsamen kulturellen Erbe, in einer langen, fortdauernden gemeinsamen Geschichte. […] An den unterschiedlichen Auffassungen der beiden Staaten zu grundsätzlichen Fragen, darunter zur nationalen Frage, kann und wird dieser Besuch nichts ändern. Für die Bundesregierung wiederhole ich: Die Präambel unseres Grundgesetzes steht nicht zur Disposition, weil sie unserer Überzeugung entspricht. Sie will das vereinte Europa, und sie fordert das gesamte deutsche Volk auf, in freier Selbstbestimmung die Einheit und Freiheit Deutschlands zu vollenden. Das ist unser Ziel.“
Kohl forderte Honecker auch auf, die Berliner Mauer und den Schießbefehl aus der Welt zu schaffen: „Die Menschen in Deutschland leiden unter der Trennung. Sie leiden an einer Mauer, die ihnen buchstäblich im Wege steht und die sie abstößt. Wenn wir abbauen, was Menschen trennt, tragen wir dem unüberhörbaren Verlangen der Deutschen Rechnung: Sie wollen zueinander kommen können, weil sie zusammengehören. Daher müssen Hindernisse jeder Art abgebaut werden. Die Menschen in Deutschland erwarten, dass nicht Barrieren aufgetürmt werden. Sie wollen, dass wir – gerade auch in diesen Tagen – neue Brücken bauen. Auch deswegen sollten wir uns noch intensiver darum bemühen, für die Deutschen ein Maximum an Miteinander und Begegnungen, an Reisen und Austausch zu ermöglichen.“
Honecker sprach in seiner Antwort vor allem über den Vorrang des Weltfriedens. Zu den Realitäten dieser Welt gehöre auch, „dass Sozialismus und Kapitalismus sich ebenso wenig vereinigen lassen wie Feuer und Wasser.“ Auf die von Kohl angemahnte Beseitigung von Mauer und Schießbefehl ging Honecker bei diesem 'gemeinsamen Abendessen' nicht ein.
Die Nacht verbrachte Honecker im Schloss Gymnich, das zu dieser Zeit als Gästehaus der Bundesrepublik Deutschland genutzt wurde. In den folgenden Tagen empfing Honecker im Schloss zahlreiche Gäste, darunter Repräsentanten der Bundesländer.

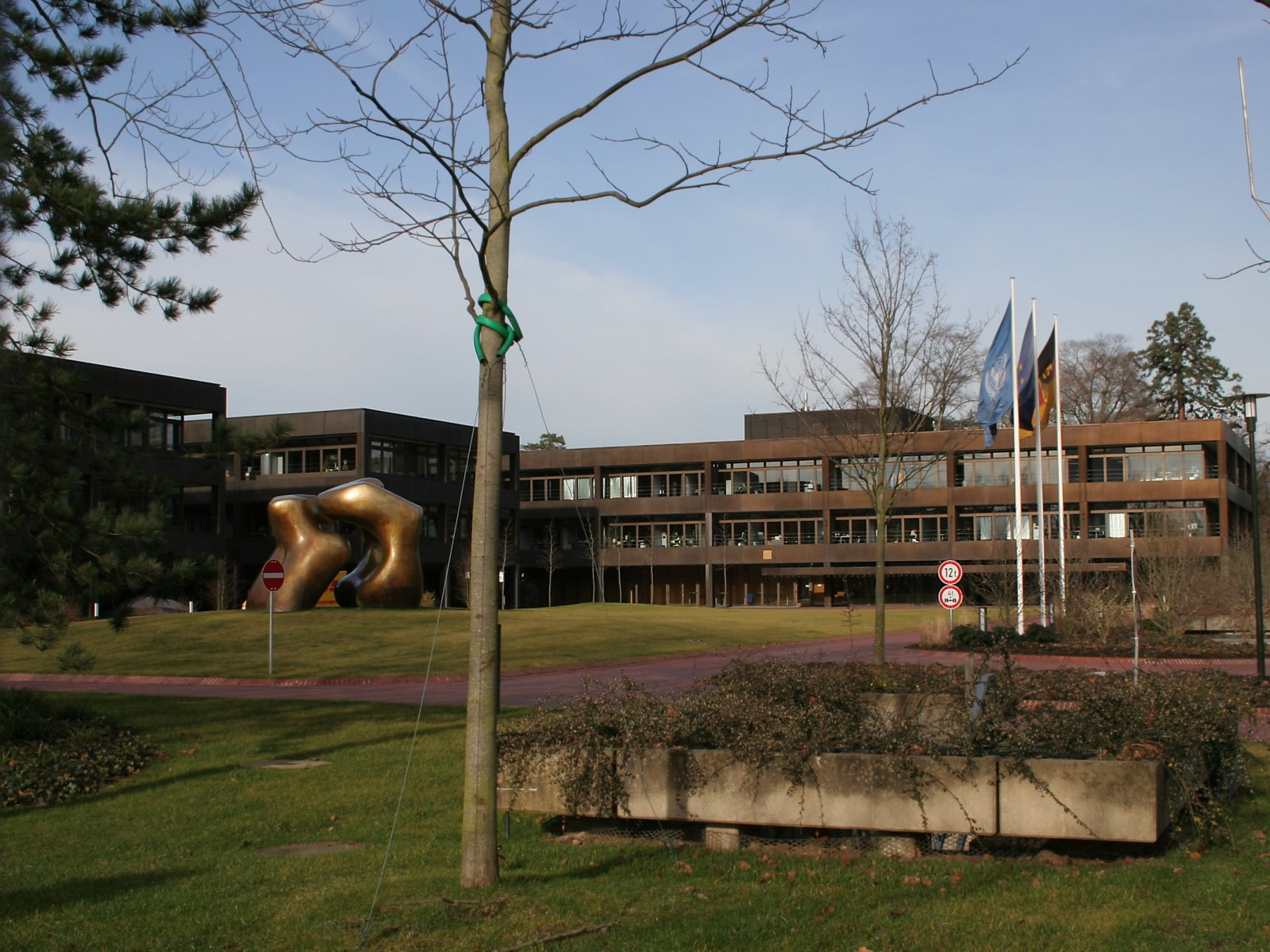
Das Bundeskanzleramt in Bonn
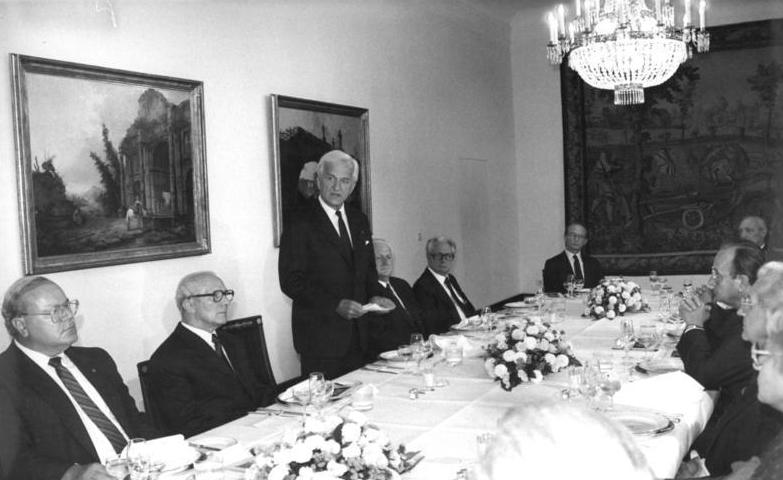
Mittagessen beim Bundespräsidenten am 7. September 1987, Villa Hammerschmidt. V. l. n. r.: Bangemann, Honecker, Weizsäcker, Mittag, Vogel, Bräutigam, Genscher.
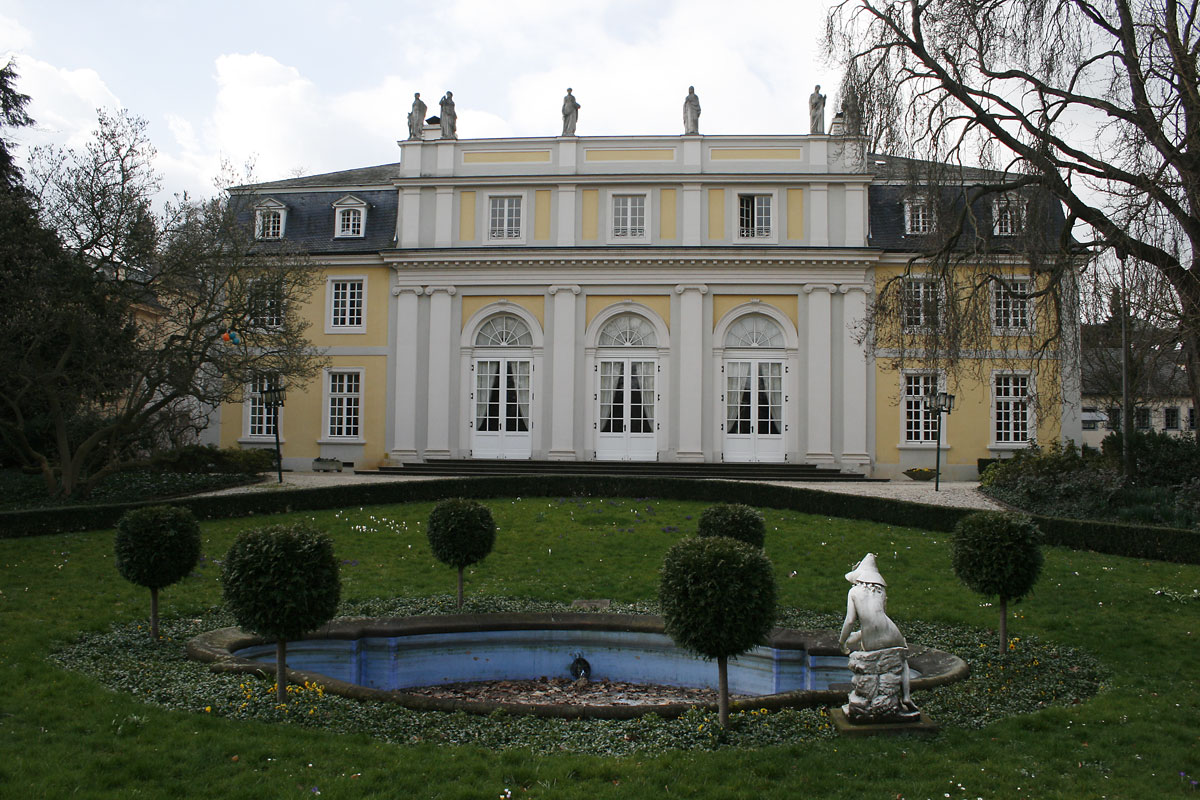
Redoute, Bad Godesberg

### 8. September – Bonn

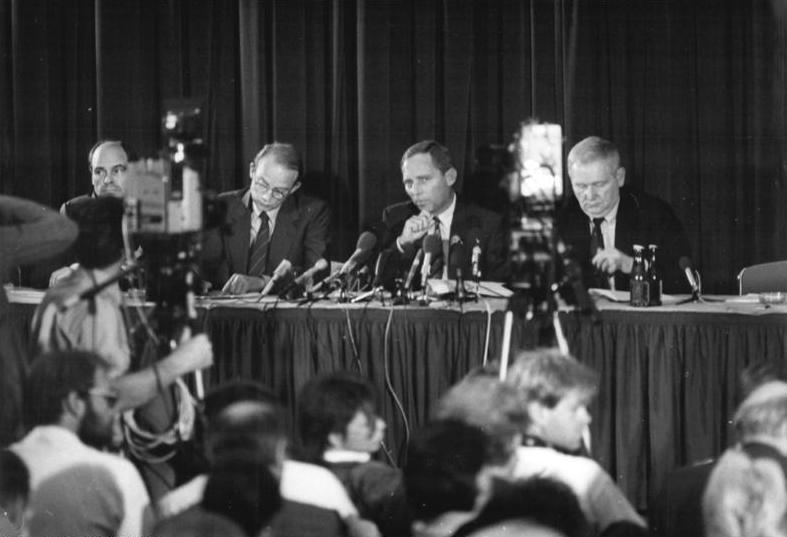
Pressekonferenz der BRD zu den Ergebnissen der offiziellen Gespräche am 8. September 1987. von rechts: Friedhelm Ost (Chef des Presse- und Informationsamtes), Wolfgang Schäuble (Leiter des Bundeskanzleramtes), Hans Otto Bräutigam (Leiter der Ständigen Vertretung der Bundesrepublik in der DDR)

Nach der Fahrt von Schloss Gymnich ins Bonner Regierungsviertel konferierte Honecker erneut mit Kohl und Schäuble in kleinem Kreis. Das Palais Schaumburg wurde während des Besuchs ebenfalls für politische Besprechungen, Empfänge und zu Vertragsunterzeichnungen genutzt. Themen waren hier besonders die deutsch-deutsche Kooperation auf Gebieten der Wissenschaft, des Umweltschutzes, der Atomenergie und der Bekämpfung von AIDS, ebenso westdeutsche Kredite für Infrastrukturmaßnahmen wie die Verbesserung des Autobahn- und Schienennetzes in der DDR.
Es folgten Treffen Honeckers mit Bundestagspräsident Philipp Jenninger, mit Alt-Bundespräsident Karl Carstens sowie mit den Vorsitzenden der im Bundestag vertretenen politischen Parteien und Fraktionen, darunter der SPD-Vorsitzende Hans-Jochen Vogel.
Am Abend gab Honecker eine Gegeneinladung zum Essen im Hotel Bristol, wobei er eine von Kohl erwiderte Ansprache hielt. Ebenfalls am 8. September wurde ein gemeinsames Kommuniqué veröffentlicht, in dem die Regierungen der Bundesrepublik und der DDR ihre Absicht bekräftigten, „im Sinne des Grundlagenvertrages normale gutnachbarliche Beziehungen zueinander auf der Grundlage der Gleichberechtigung zu entwickeln“.

### 9. September – Nordrhein-Westfalen
Am dritten Tag besuchte Honecker Nordrhein-Westfalen. Er flog dazu vom Fliegerhorst Nörvenich (die meisten in Schloss Gymnich untergebrachten Staatsgäste landeten auf dem in Sichtweite gelegenen Fliegerhorst und wurden dann mit einem Pkw ins Gästehaus gefahren) mit einem Hubschrauber des Bundesgrenzschutzes zunächst nach Düsseldorf, wo er mit Ministerpräsident Johannes Rau zu Gast auf Schloss Benrath war. Mit 200 Gästen aßen Honecker und Rau zu Mittag, wobei unter anderem Rheinischer Sauerbraten serviert wurde. Honecker und Rau vereinbarten beim Treffen, in Zukunft mindestens halbjährlich Kontaktgespräche vor allem zu Umweltschutztechniken abzuhalten.
Honeckers Reise führte anschließend nach Essen, wo er vor der Villa Hügel landete. In der Villa traf er führende Vertreter der deutschen Wirtschaft, darunter Berthold Beitz von der Krupp AG, Otto Wolff von Amerongen vom Deutschen Industrie- und Handelskammertag, Carl H. Hahn von Volkswagen und Franz Steinkühler von der IG Metall. In der Kölner Handelskammer traf Honecker mit über 300 Vertretern der Großindustrie und der mittelständischen Wirtschaft zusammen. Durch diese Veranstaltung sollten ausgewählte Leiter von Kombinaten und Außenhandelsunternehmen der DDR die Gelegenheit bekommen, Kontakte und Geschäfte mit westdeutschen Unternehmern anzubahnen. Die DDR-Manager waren dazu zwei Tage nach Honeckers Ankunft mit einer Interflug-Sondermaschine nach Köln-Bonn geflogen worden.
In Wuppertal besuchte Honecker zusammen mit Ministerpräsident Rau das Engels-Haus, in dem Friedrich Engels aufgewachsen war. Vor dem Friedrich-Engels-Haus übergab Udo Lindenberg, der sich damals neben seinem musikalischen Schaffen besonders im Bereich der innerdeutschen Beziehungen engagierte, Honecker eine E-Gitarre mit dem Slogan „Gitarren statt Knarren“.

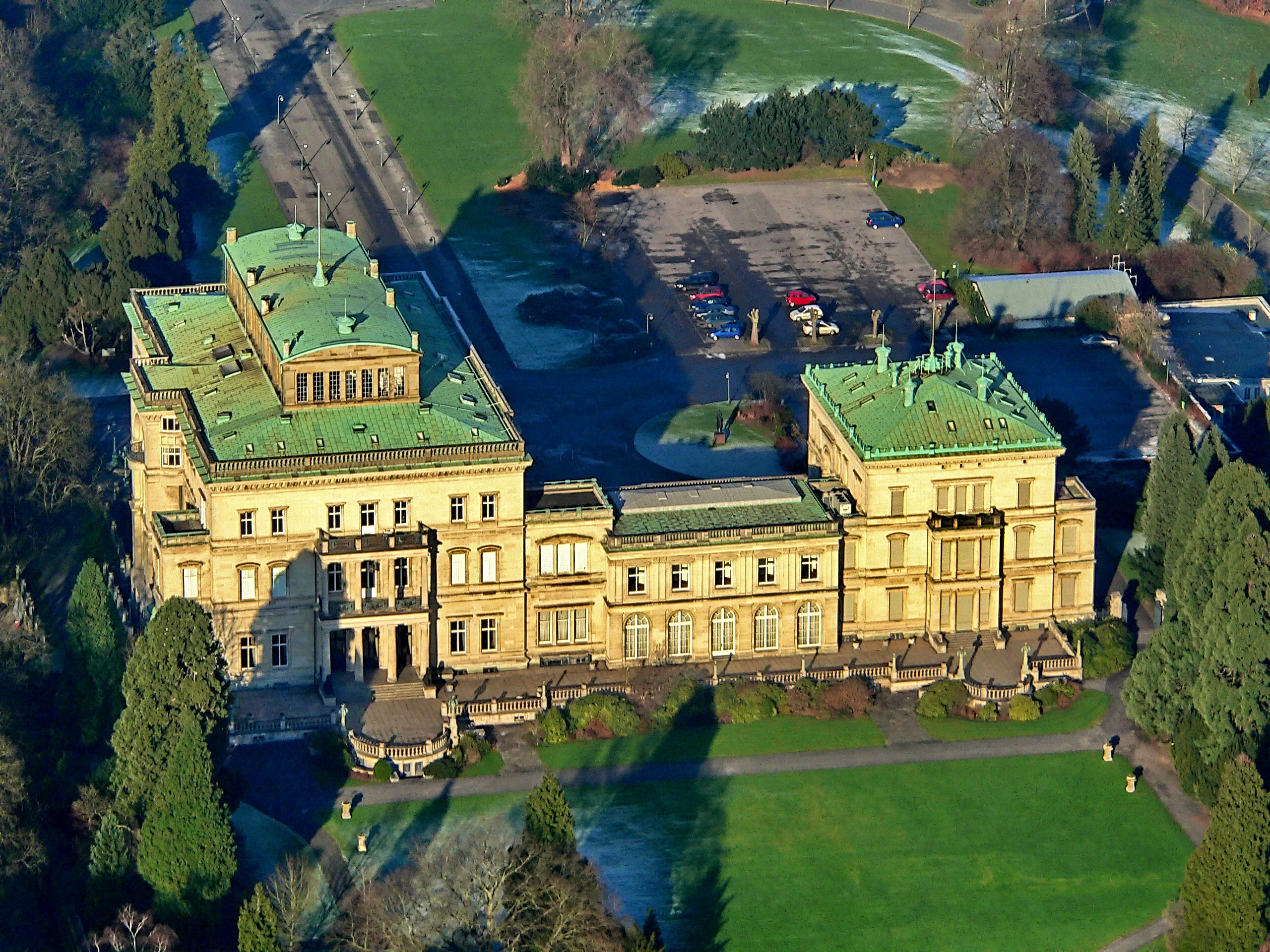
Villa Hügel in Essen
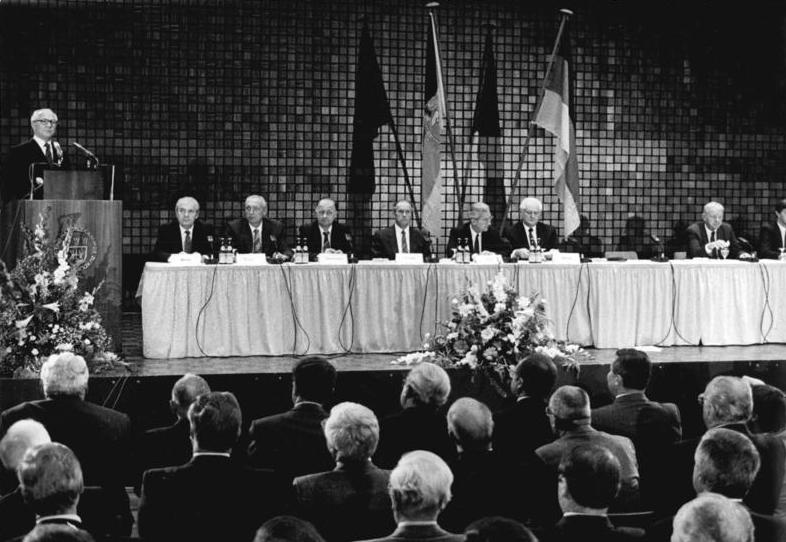
Besuch Honeckers am 9. September 1987 in der Kölner Handelskammer
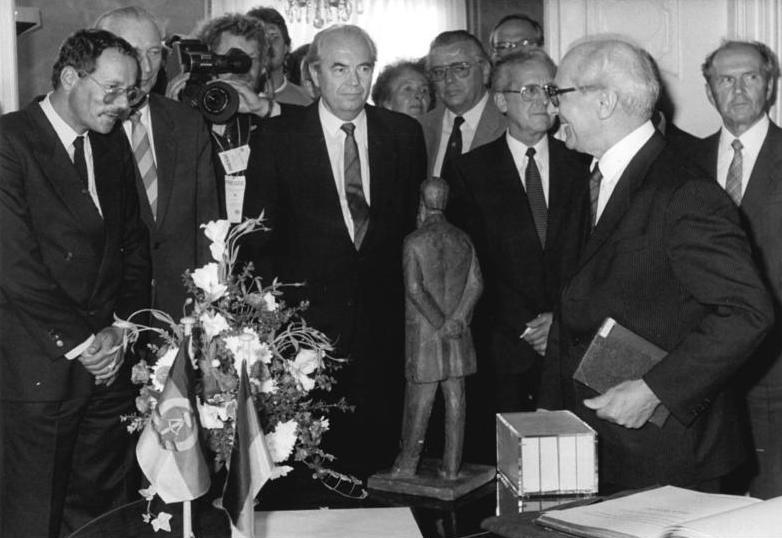
Besuch des Engels-Hauses in Wuppertal, bei dem Honecker eine bronzene Plastik übergab. Links im Bild Michael Knieriem.

### 10. September – Rheinland-Pfalz und Saarland
Am vierten Tag seines Besuchs begab sich Honecker nach Trier, wo er vor dem Kurfürstlichen Palais von Ministerpräsident Bernhard Vogel empfangen wurde. Mit Vogel besprach er anschließend Möglichkeiten zu wirtschaftlichen und kulturellen Beziehungen zwischen der DDR und dem Land Rheinland-Pfalz, worauf ein feierliches Mittagessen folgte. Dabei sprach Vogel den Wunsch aller Deutschen an, „dass keiner mit Waffengewalt daran gehindert wird, wenn er die Grenze überschreiten möchte“ (Die Welt, 11. November 1987). Am Nachmittag besuchte Honecker in Trier das Karl-Marx-Haus, Geburtshaus von Karl Marx, und legte dort einen Kranz nieder. Im Besuch des Karl-Marx-Hauses sah Honecker einen „besonderen Höhepunkt“ seiner Reise.
Von Trier aus reiste Honecker per Flugzeug ins Saarland, wo er auf dem Flughafen Saarbrücken-Ensheim von Ministerpräsident Oskar Lafontaine empfangen und anschließend auch in der Saarländischen Staatskanzlei offiziell begrüßt wurde. Von dort reiste Honecker per Autokolonne mit Motorradeskorte in seine Geburtsstadt Neunkirchen, wo er im Stadtteil Wiebelskirchen seine jüngere Schwester Gertrud Hoppstädter (1917–2010) sowie das Grab seiner Eltern Wilhelm (1881–1969) und Caroline Catharina Honecker (1883–1963) besuchte. Honecker traf auch Jugendfreunde. Der Besuch endete mit einem Empfang durch Oberbürgermeister Neuber im Bürgerhaus von Neunkirchen. In seiner Rede dort deutete Honecker eine mögliche Normalisierung der Verhältnisse an der innerdeutschen Grenze an. Wegen der festen Verankerung in den jeweiligen Bündnissen seien die Grenzen zwischen Ost und West nicht so, „wie sie sein sollten“, und es werde „auch der Tag kommen, an dem Grenzen uns nicht mehr trennen, sondern Grenzen uns vereinen, so wie uns die Grenze zwischen der Deutschen Demokratischen Republik und der Volksrepublik Polen vereint.“
Nach diesem privaten Teil des Besuchs nahm Honecker im Casino der Dillinger Hütte an einem Essen mit Ministerpräsident Lafontaine sowie Vertretern aus Wirtschaft und Politik des Saarlandes teil. In der Dillinger Hütte übernachtete er auch. Am 11. September 1987 um 11 Uhr morgens flog Honecker mit einer Passagiermaschine der Bundesluftwaffe nach München.

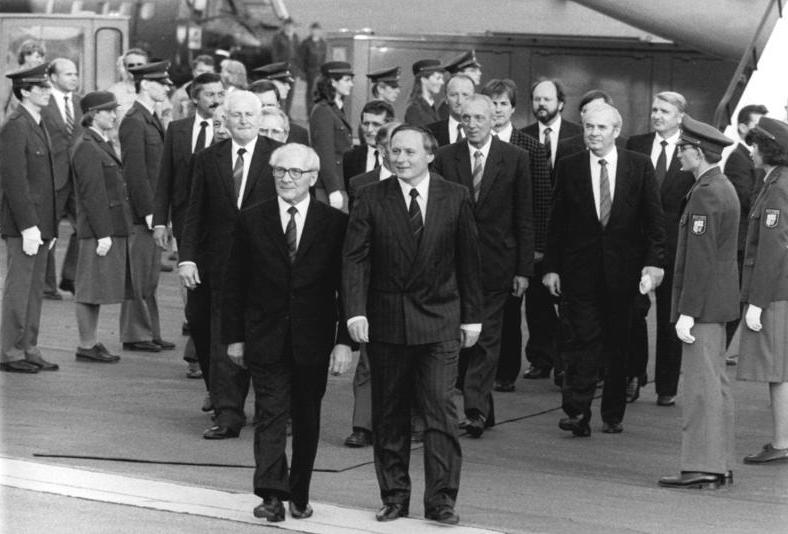
Saarbrücken: Begrüßung Honeckers durch Ministerpräsident Lafontaine auf dem Flughafen Ensheim
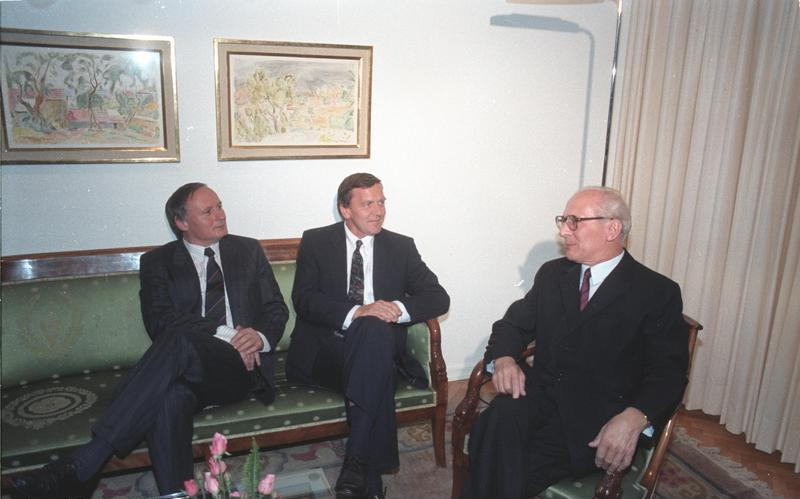
Saarbrücken: Honecker mit Ministerpräsident Lafontaine und Gerhard Schröder, damals SPD-Fraktionsvorsitzender im Landtag von Niedersachsen
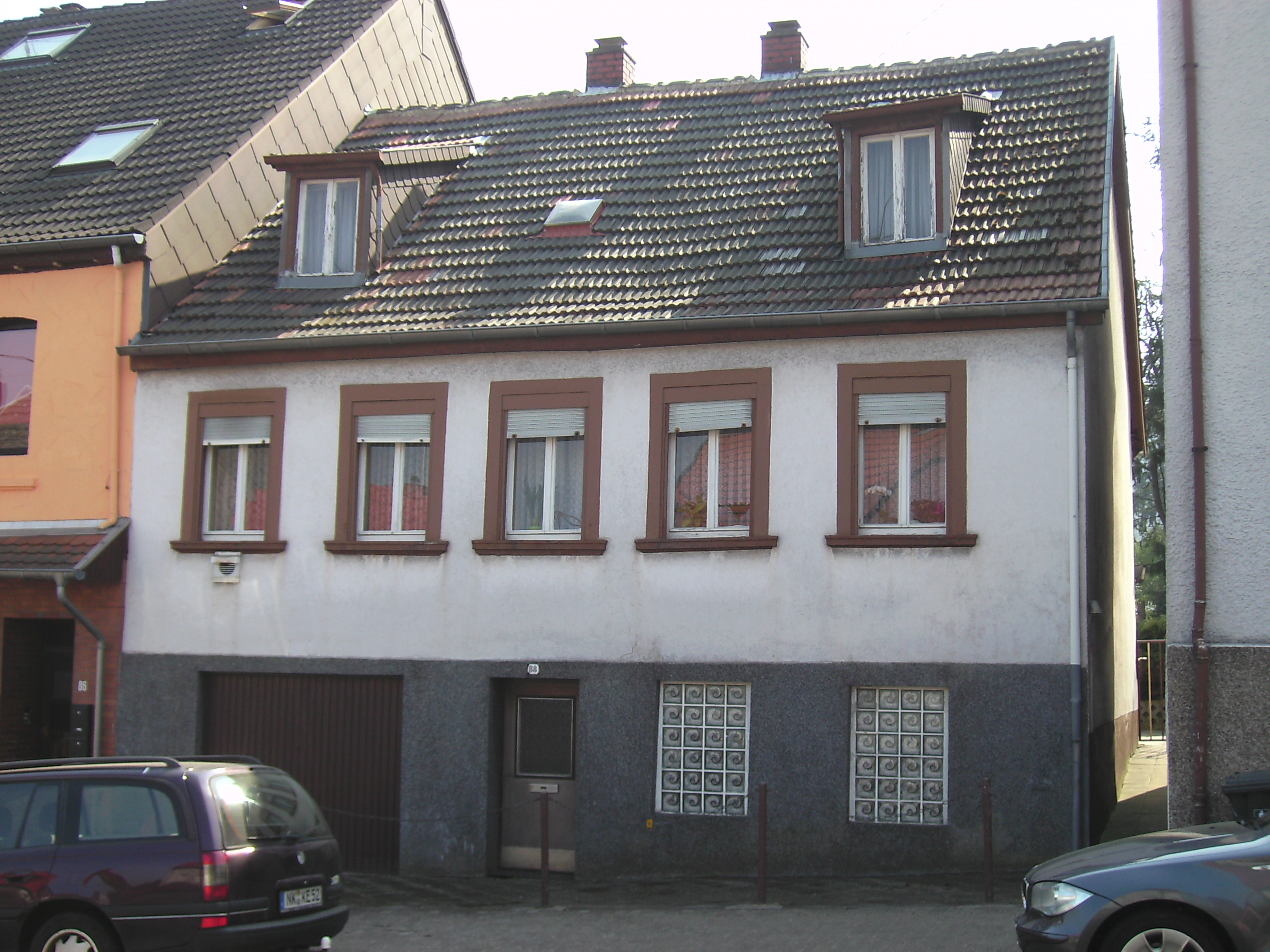
Elternhaus Erich Honeckers in Wiebelskirchen, Kuchenbergstraße
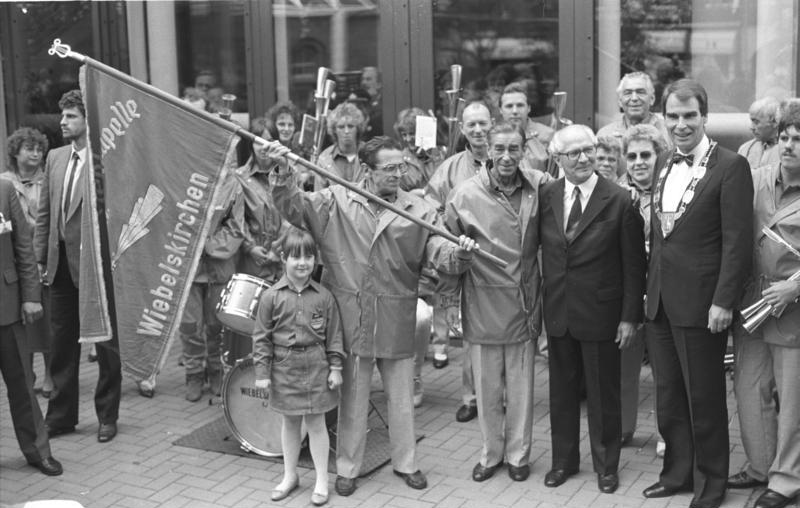
Honecker 1987 beim Besuch seines Geburtsorts im Saarland (rechts neben ihm Oberbürgermeister Peter Neuber)

### 11. September – Bayern und München

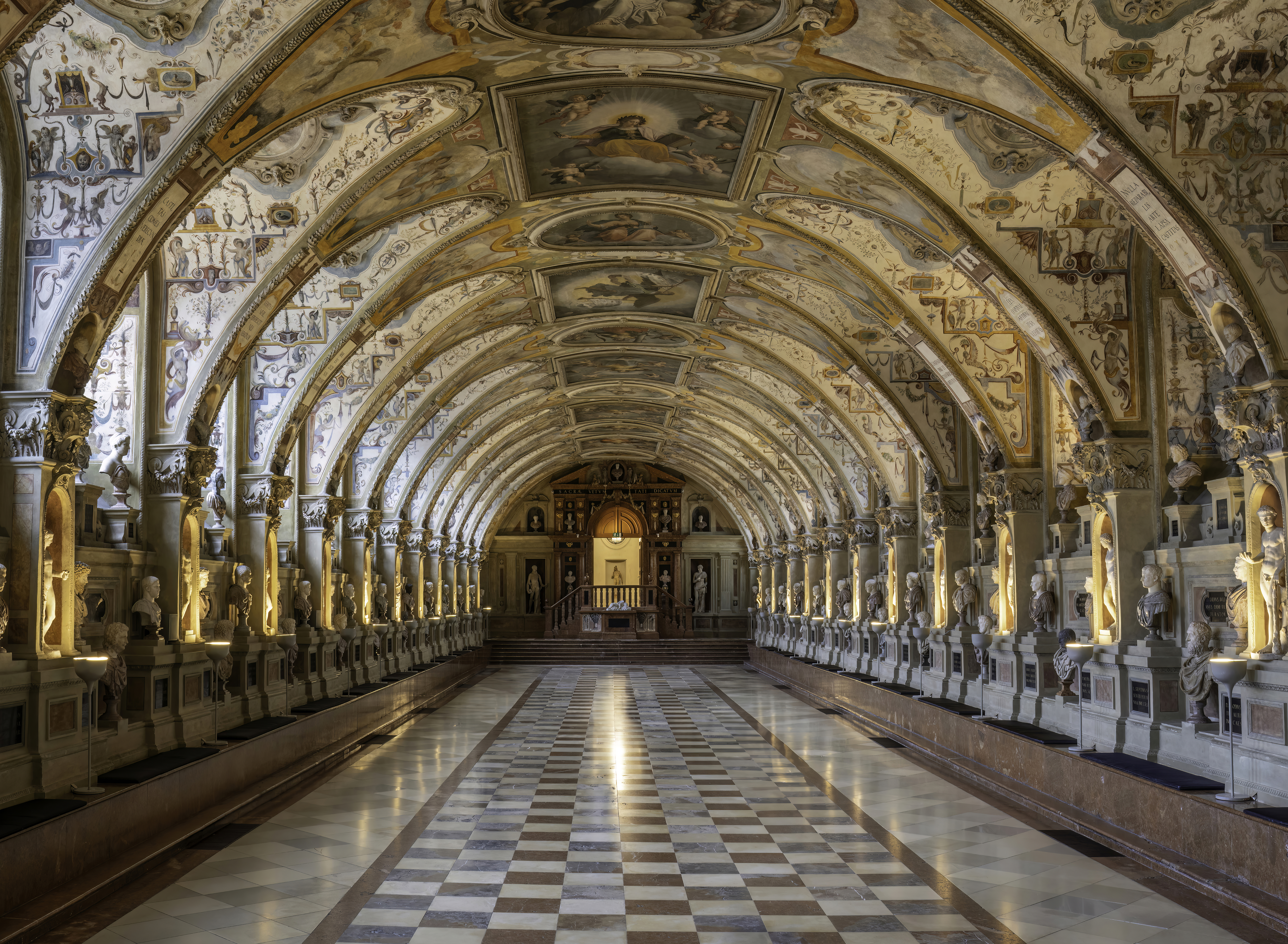
Mittagessen im Antiquarium der Münchner Residenz, einem der ältesten Renaissance-Gewölbe Europas

Honeckers letzter Besuchstag in der Bundesrepublik galt München, wo ihn Ministerpräsident Franz Josef Strauß am Flughafen Riem abholte und mit ihm in der Bayerischen Staatskanzlei konferierte. Die Ehrenformationen bei diesem Teil des Staatsbesuchs wurden von Angehörigen der bayerischen Polizei gestellt. Per Hubschrauber machte Honecker mit seiner Delegation einen Abstecher zur KZ-Gedenkstätte Dachau, wo er einen Kranz niederlegte und mit Überlebenden sprach. Wie häufig bei Empfängen der bayerischen Staatsregierung gab Strauß zu Ehren Honeckers im Antiquarium der Münchner Residenz ein Mittagessen, zu dem etwa 130 Vertreter aus Politik und Wirtschaft Bayerns geladen waren. In seiner Tischrede wies Strauß – für Honecker offenbar unerwartet – darauf hin, dass die Deutsche Frage nach wie vor offen sei, und betonte das Recht auf nationale Selbstbestimmung sowie die Einheit der Nation. Nach der Verabschiedung am Nachmittag flog Honecker von München nach Berlin-Schönefeld zurück.

## Diplomatisches Protokoll
Die unterschiedlichen Auffassungen über die Bedeutung von Honeckers Besuch in der Bundesrepublik (siehe Einleitung) stellten das westdeutsche diplomatische Protokoll vor besondere Herausforderungen. Während die politische Führung der DDR erwartete, dass Honecker entsprechend den international für Staatsoberhäupter souveräner Völkerrechtssubjekte üblichen diplomatischen Gepflogenheiten empfangen werde, versuchte die Bundesrepublik, eine derartige protokollarische Anerkennung der DDR als eigenständiger Staat gerade zu vermeiden. Wie Kohl betonte, dürften die protokollarischen Zugeständnisse nicht darüber hinwegtäuschen, dass die Bundesregierung an den Grundpositionen ihrer Deutschlandpolitik festhalte. Nach langwierigen Verhandlungen zwischen Schäuble und Schalck-Golodkowski wurde Honecker ein „Arbeitsbesuch eines Staatsoberhaupts mit Exekutivgewalt“ zugestanden, was für die Bundesrepublik ein sichtbares „Abrücken von früheren Statusvorbehalten“ bedeutete.
In der Praxis gestand die Bundesrepublik damit Honecker die wesentlichen protokollarischen Ehren eines Staatsbesuchers zu: die Verwendung eines schwarzen Mercedes-Benz 600 als Repräsentationsfahrzeug, auf dem der DDR-Stander gesetzt war; Begleitung der Wagenkolonne durch eine Motorrad-Eskorte der „Weißen Mäuse“; roter Teppich sowie einen Empfang mit militärischen Ehren mit Abspielen der DDR-Hymne durch das Wachbataillon beim Bundesministerium der Verteidigung und Abschreiten der Ehrenformation. Dazu wurde vor dem Kanzleramt die Flagge der DDR mit Hammer, Zirkel und Ährenkranz gehisst, ebenso gehörte zum Besuch die Unterbringung im Schloss Gymnich, das damals als Gästehaus der Bundesrepublik Deutschland genutzt wurde.
Honecker wurde der Wunsch nach einem Zusammentreffen mit Richard von Weizsäcker in der Villa Hammerschmidt erfüllt – auf das Treffen der Staatsoberhäupter beider Staaten „auf Augenhöhe“ hatte die DDR-Führung bestanden –, was in Ost-Berlin zusammen mit anderen augenfälligen Hinweisen als Anerkennung der Gleichberechtigung und Souveränität der DDR und zugleich als Beleg für die faktische Zweistaatlichkeit Deutschlands gedeutet wurde. In Bonn kürzte man den roten Teppich um einige Meter als bei offiziellen Staatsbesuchen üblich, die Motorrad-Eskorte war mit 17 Polizisten (statt 21) kleiner als sonst, auf Salutschüsse verzichtete man ganz. Die beim militärischen Empfang vor dem Bundeskanzleramt zu spielenden Musikstücke wurden im offiziellen Programm lediglich als „Hymnen“ und nicht als „Nationalhymnen“ erwähnt, um die DDR nicht indirekt als Nation zu bezeichnen. Und während zur DDR-Delegation neben Staats- und Parteichef Honecker auch Außenminister Oskar Fischer und der De-facto-Wirtschaftsminister Günter Mittag gehörten, zählte der westdeutsche Außenminister und Vizekanzler Hans-Dietrich Genscher nicht zum offiziellen Empfangskomitee der Bundesregierung, auch wenn er später an den bilateralen Gesprächen beteiligt war. Das bei Empfängen ausländischer Staatsgäste durch den Bundespräsidenten übliche militärische Zeremoniell wurde ebenfalls nicht durchgeführt. Gemäß dem Protokoll des Bundeskanzleramtes wurde Honecker als „Herr Generalsekretär“ tituliert, gemäß dem Protokoll des Bundespräsidialamtes als „Herr Staatsratsvorsitzender“.
Demgegenüber ließ Bayerns Ministerpräsident Franz Josef Strauß zu Beginn und nochmals am Ende von Honeckers sechsstündigem Besuch in München die DDR-Hymne von einem großorchestralen Musikkorps der Polizei spielen. Strauß gewährte ihm „die volle Motorradeskorte“ und wählte für das Mittagessen „Münchens schönste[n] Saal“, das Antiquarium in der Münchner Residenz.
Der völkerrechtliche Status Honeckers war ungeklärt, siehe auch Staatenimmunität#Fall Honecker.

## Bewertungen des Besuchs
In der medialen Berichterstattung hieß es vielfach, dass mit dem Honecker-Besuch „beide deutsche Staaten die Normalität der Teilung zelebrierten“.
Honecker selbst sah in dem Besuch den vorletzten Schritt zur Anerkennung der DDR durch die BRD. Dafür nahm er die Forderungen der gastgebenden Regierung Kohl nach der Einheit des deutschen Staates und die Mahnungen nach Achtung der Menschenrechte in der DDR gelassen hin. Im DDR-Fernsehen wurde die Bundesregierung allerdings als kleinkariert bezeichnet, weil das protokollarische Zeremoniell eines echten Staatsbesuchs nicht eingehalten wurde. Die Kritik galt vor allem Helmut Kohl, wohingegen Franz Josef Strauß gelobt wurde für die standesgemäße Behandlung der DDR.
Die Bundeszentrale für politische Bildung urteilte später: „Es schien, als hätte die Bundesrepublik die Existenz des zweiten deutschen Staates endgültig anerkannt. Die Teilung des Landes schien die Lösung der deutschen Frage zu sein und die Bundesregierung sich endlich dieser Realität zu beugen. Nicht nur beschwor Honecker während seines Besuchs immer wieder die Existenz zweier unabhängiger souveräner Staaten in Deutschland, die Fernsehbilder vermittelten Anerkennung auf Augenhöhe, unterstrichen durch die Gespräche mit der politischen Prominenz der Bundesrepublik, die der Staatsgast führte.“
Honecker informierte das Politbüro der SED  über die große „historische Bedeutung“ des ersten offiziellen Besuchs eines SED-Generalsekretärs in der Bundesrepublik: „Das Stattfinden des Besuches und die durchgesetzte politische und protokollarische Behandlung des Genossen Erich Honecker als Staatsoberhaupt eines anderen souveränen Staates dokumentierten vor aller Welt Unabhängigkeit und Gleichberechtigung beider deutscher Staaten, unterstrichen ihre Souveränität und den völkerrechtlichen Charakter ihrer Beziehungen.“ Das Politbüro wurde ferner davon unterrichtet, dass während des Besuchs Übereinstimmung zwischen den Delegationen darüber erzielt wurde, „die wirtschaftliche Zusammenarbeit zwischen Kombinaten und Außenhandelsbetrieben der DDR und Unternehmen der BRD weiterzuentwickeln und dabei solche Kooperationsformen wie die Zusammenarbeit beim Export von Anlagen und Ausrüstungen, besonders auf dritten Märkten, sowie bei der Gestattungsproduktion verstärkt zu entwickeln“.
Nicht nur Honecker interpretierte seinen Besuch in der Bundesrepublik als den Höhepunkt der internationalen Anerkennung der DDR. Typisch für die Atmosphäre des Besuchs war der Satz des SPD-Vorsitzenden Hans-Jochen Vogel in seinem Gespräch mit Honecker am zweiten Tag von dessen Besuch, „mit dem gestrigen Tag [werde] der Grundlagenvertrag mit all seinen Elementen Wirklichkeit“.
Die Frankfurter Allgemeine Zeitung schrieb als Bilanz von „Honeckers Triumph“. Der Jenaer Ökonom Jürgen Nitz schrieb: „Die schwarz-rot-goldene Flagge, mit Hammer, Zirkel und Ährenkranz am Mast, der rote Teppich, die Ehrenkompanie, die Ehreneskorte, das Defilee der Bonner Prominenz waren gerade für ihn weit, weit mehr als nur Protokoll und Statussymbole.“ Peter Jochen Winters, der langjährige Korrespondent der Frankfurter Allgemeinen Zeitung in der DDR, sieht es ebenso: Der Besuch in Bonn war für Honecker „sicherlich der Höhepunkt seines politischen Lebens“.